# Championnats du monde de cyclisme sur piste 1900
Navigation
Montréal 1899 Berlin 1901
Les Championnats du monde de cyclisme sur piste 1900 ont eu lieu à Paris  en France, du 12 au 18 août 1900. 
Une course de tandem est organisée en plus des quatre épreuves habituelles. Elle n'est cependant pas reconnue officiellement. C'est le duo italo-néerlandais Harrie Meyers-Gian Ferdinando Tomaselli qui s'impose devant les français Edmond Jacquelin-Jean-Baptiste Louvet et le duo américano-belge Charles Vanoni-Robert Protin. Cette course n'étant pas officiel, les coureurs ne figurent pas au palmarès du Championnat du monde de tandem.

## Résultats

### Podiums professionnels
| Compétition | Or                      | Argent                      | Bronze                      |
| ----------- | ----------------------- | --------------------------- | --------------------------- |
| Vitesse     | Edmond Jacquelin France | Harrie Meyers Pays-Bas      | Willy Arend Empire allemand |
| Demi-fond   | Constant Huret France   | Edouard-Henri Taylor France | Émile Bouhours France       |

### Podiums amateurs
| Compétition | Or                             | Argent                     | Bronze                       |
| ----------- | ------------------------------ | -------------------------- | ---------------------------- |
| Vitesse     | Alphonse Didier-Nauts Belgique | John Henry Lake États-Unis | Ferdinand Vasserot France    |
| Demi-fond   | Louis Bastien France           | Wilhelm Henie Norvège      | Lloyd Hildebrand Royaume-Uni |

## Tableau des médailles
| Rang  | Nation     | Or | Argent | Bronze | Total |
| ----- | ---------- | -- | ------ | ------ | ----- |
| 1     | France     | 3  | 1      | 3      | 7     |
| 2     | Belgique   | 1  | 0      | 0      | 1     |
| 3     | États-Unis | 0  | 1      | 0      | 1     |
| -     | Pays-Bas   | 0  | 1      | 0      | 1     |
| -     | Norvège    | 0  | 1      | 0      | 1     |
| 6     | Allemagne  | 0  | 0      | 1      | 1     |
| Total | Total      | 4  | 4      | 4      | 12    |